# Congrès de la paix et de la liberté
Le Congrès de la paix et de la liberté est un congrès international organisé à Genève en 1867 par le pacifiste français Charles Lemonnier et par le juriste français Émile Acollas, avec le soutien de nombreux intellectuels comme John Stuart Mill, Élisée Reclus, Élie Reclus, Victor Hugo, Giuseppe Garibaldi, Louis Blanc, Edgar Quinet, Jules Favre et Alexandre Herzen. Dix mille personnes en Europe ont signé des pétitions en soutien à ce congrès.

## Historique
L’idée de ce congrès remonte à avril 1867, alors que la France et la Prusse étaient au bord de la guerre. 
Celui-ci est prévu au départ pour le 5 septembre, puis repoussé au 9 afin de permettre la participation de l'Association internationale des travailleurs dont le congrès se tient à Lausanne du 2 au 8. A Lausanne, Karl Marx déclare que les délégués peuvent participer au Congrès de la paix à titre individuel, mais qu'il n'était pas opportun que l'AIT y soit présente en tant que telle et que ses promoteurs auraient mieux fait de rejoindre l'AIT.
La présidence du comité d'organisation du congrès, d'abord confiée à James Fazy, est exercée par Jules Barni assisté du docteur Fauconnet, et de Charles Menn. 
Le congrès dure du 9 au 12 septembre, avec près de 6000 participants, venus pour déterminer les conditions politiques et économiques de la paix entre les peuples et pour arriver à l’établissement d'une démocratie européenne, les « États-Unis d’Europe ». Au terme des débats, les congressistes fondent la Ligue internationale de la paix et de la liberté.

Les plus connus parmi les participants sont Garibaldi et Bakounine, dont l’intervention est particulièrement remarquée : 

« Garibaldi, qui présidait, se leva, fit quelques pas et lui donna l'accolade. Cette rencontre solennelle des deux vieux combattants de la révolution produisit une impression étonnante. Tout le monde se leva et il y eut des applaudissements prolongés et enthousiastes »

Bakounine entre au comité directeur de la Ligue. Parmi les membres fondateurs on trouve aussi Élie Ducommun, futur prix Nobel de la paix. 
Le congrès de Genève ne parvient cependant pas à élaborer un programme et confie ce soin à un comité, au sein duquel un profond clivage apparaît immédiatement.